# Parisididae
Parisididae is een familie van zachte koralen uit de orde van Alcyonacea.

## Geslacht
- Parisis Verrill, 1864